# استراتالبین، استرالیای جنوبی
استراتالبین (به انگلیسی: Strathalbyn) یک شهرک در استرالیا است که در استرالیای جنوبی واقع شده‌است.